# Madoryx plutonius
Madoryx plutonius là một loài bướm đêm thuộc họ Sphingidae. 

## Phân phối
Loài này có ở Surinam, Venezuela, Guyane thuộc Pháp, Ecuador, Peru, Bolivia, Brasil, Argentina, Paraguay, Costa Rica và Guatemala. 
Phân loài dentatus có ở México và Belize.

## Sự miêu tả
Sải cánh khoảng 92–120 mm. 
Cá thể trưởng thành mọc cánh quanh năm.

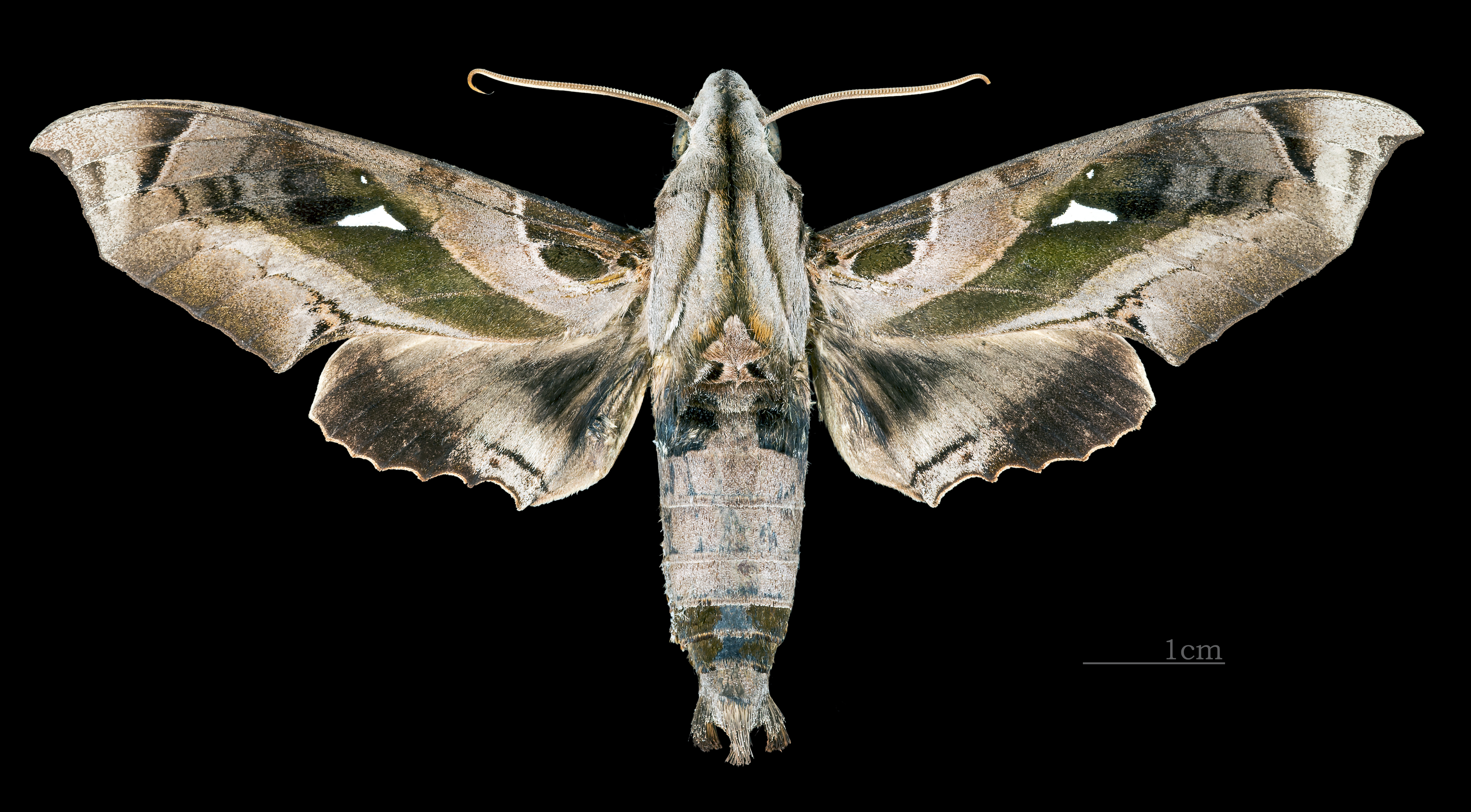
Madoryx plutonius  ♂
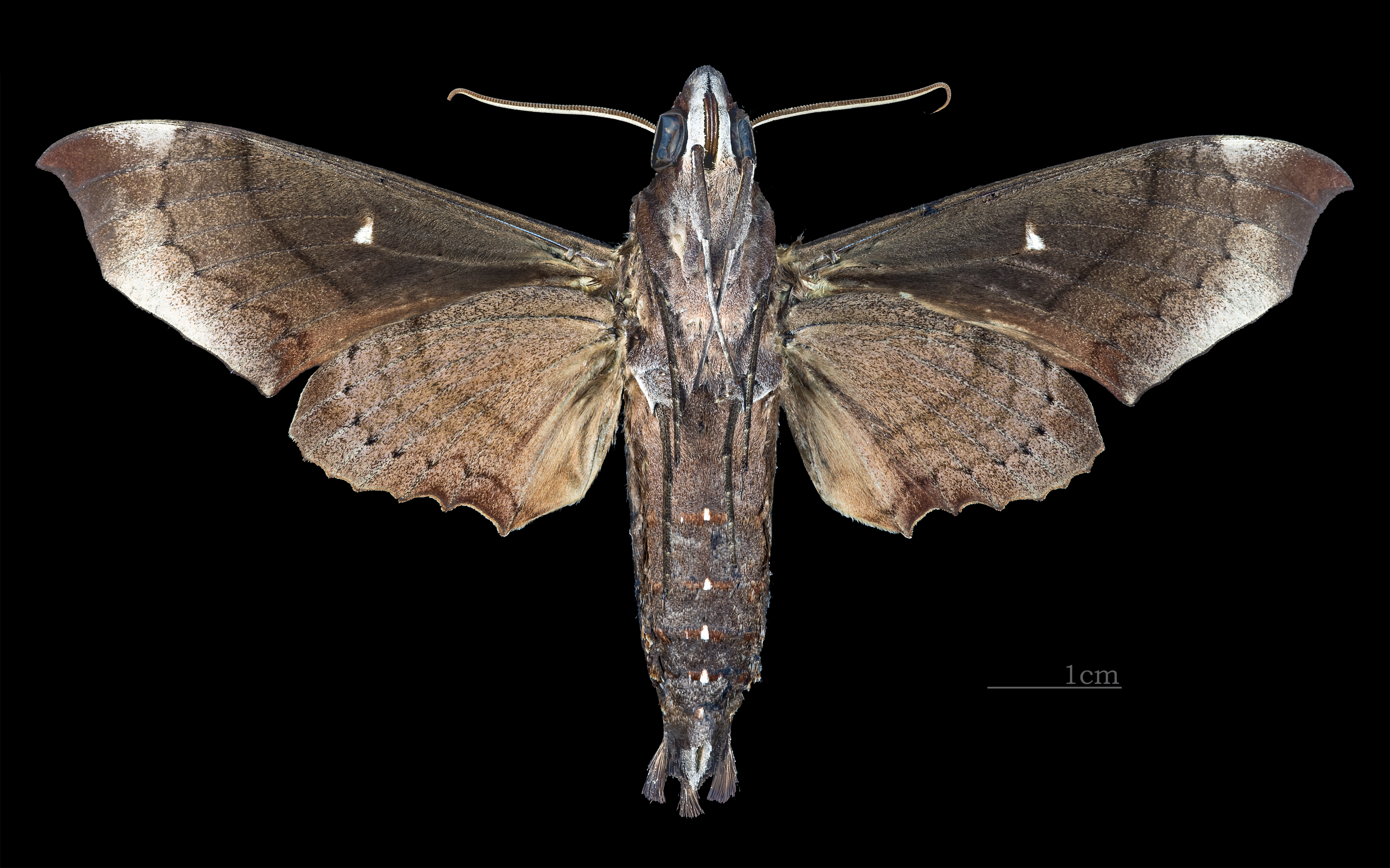
Madoryx plutonius  ♂   △
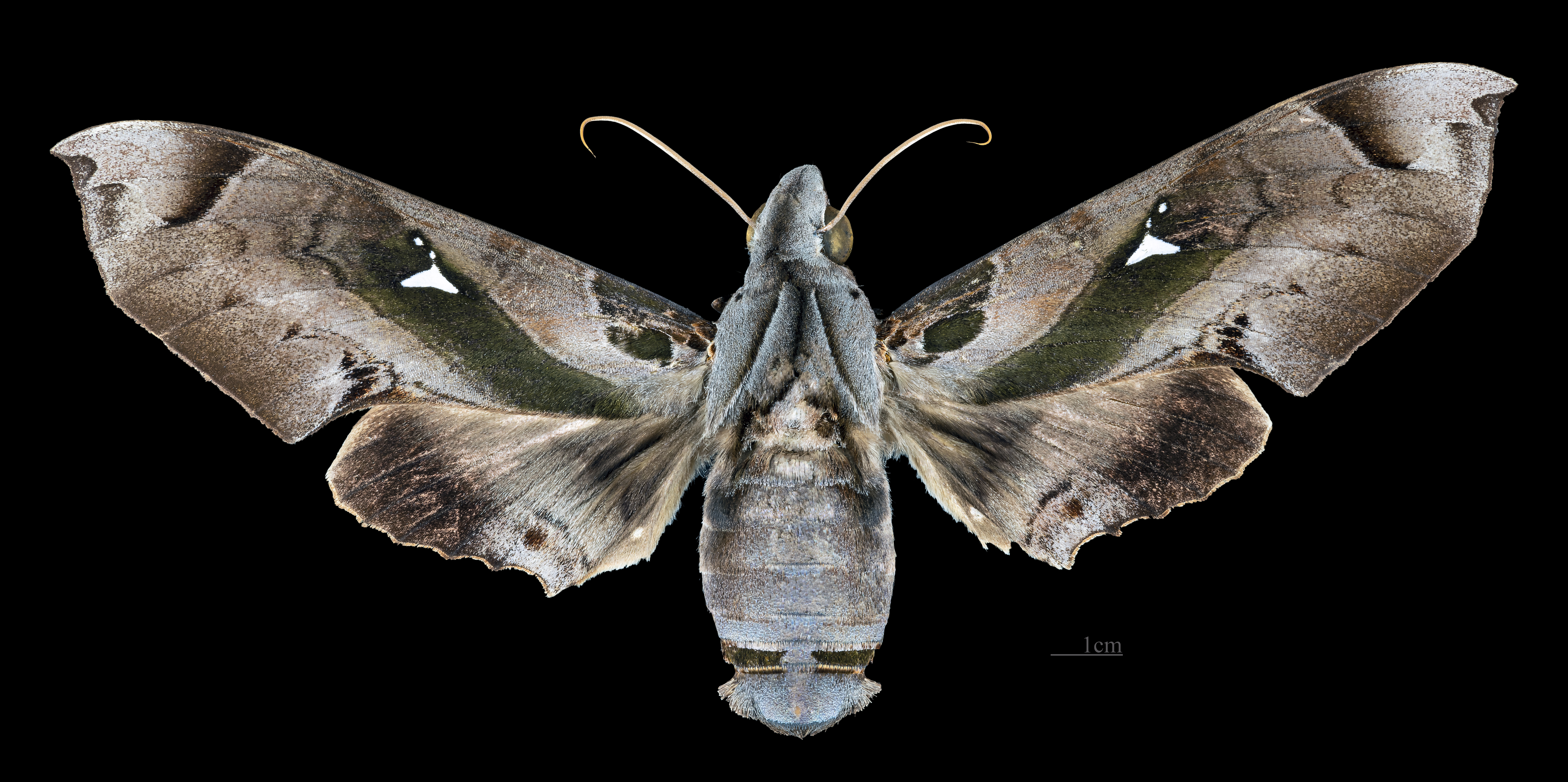
Madoryx plutonius    ♀
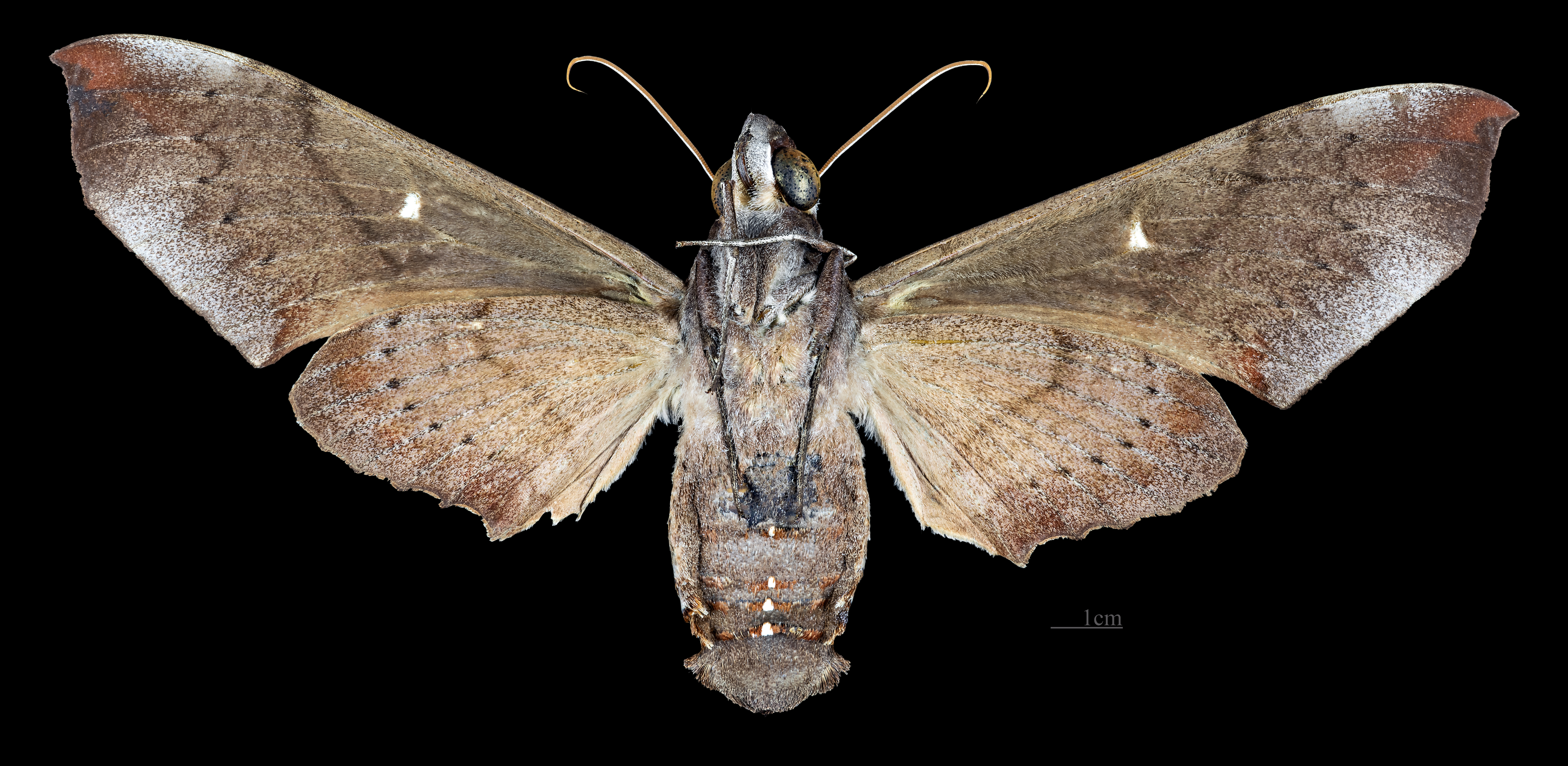
Madoryx plutonius   ♀ △

## Sinh học
Ấu trùng được ghi nhận ăn các loài Conostegia xalapensis.

## Phân loài
- Madoryx plutonius plutonius
- Madoryx plutonius dentatus Gehlen, 1931 (Mexico và Belize)

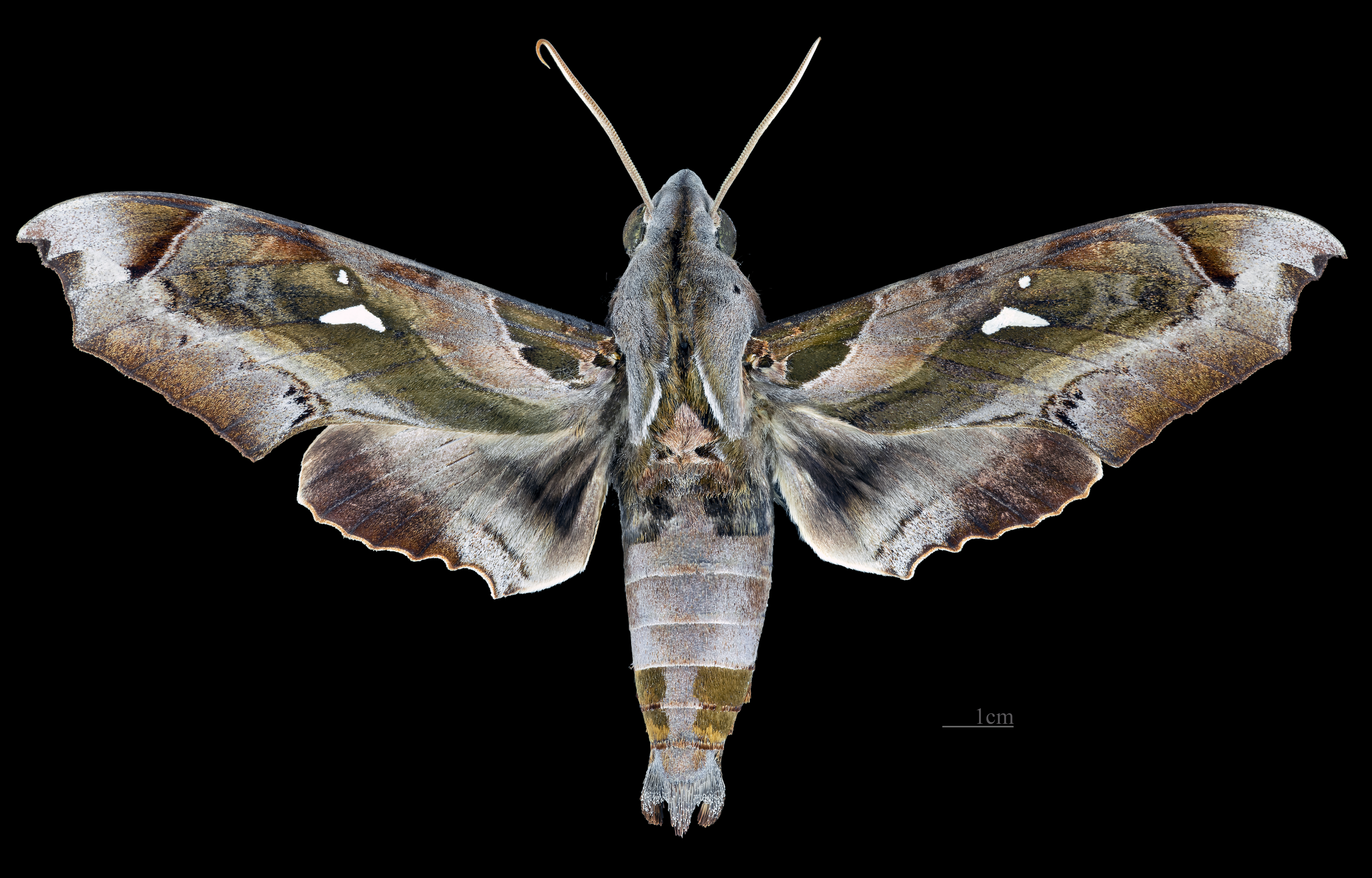
Madoryx plutonius dentatus  ♂
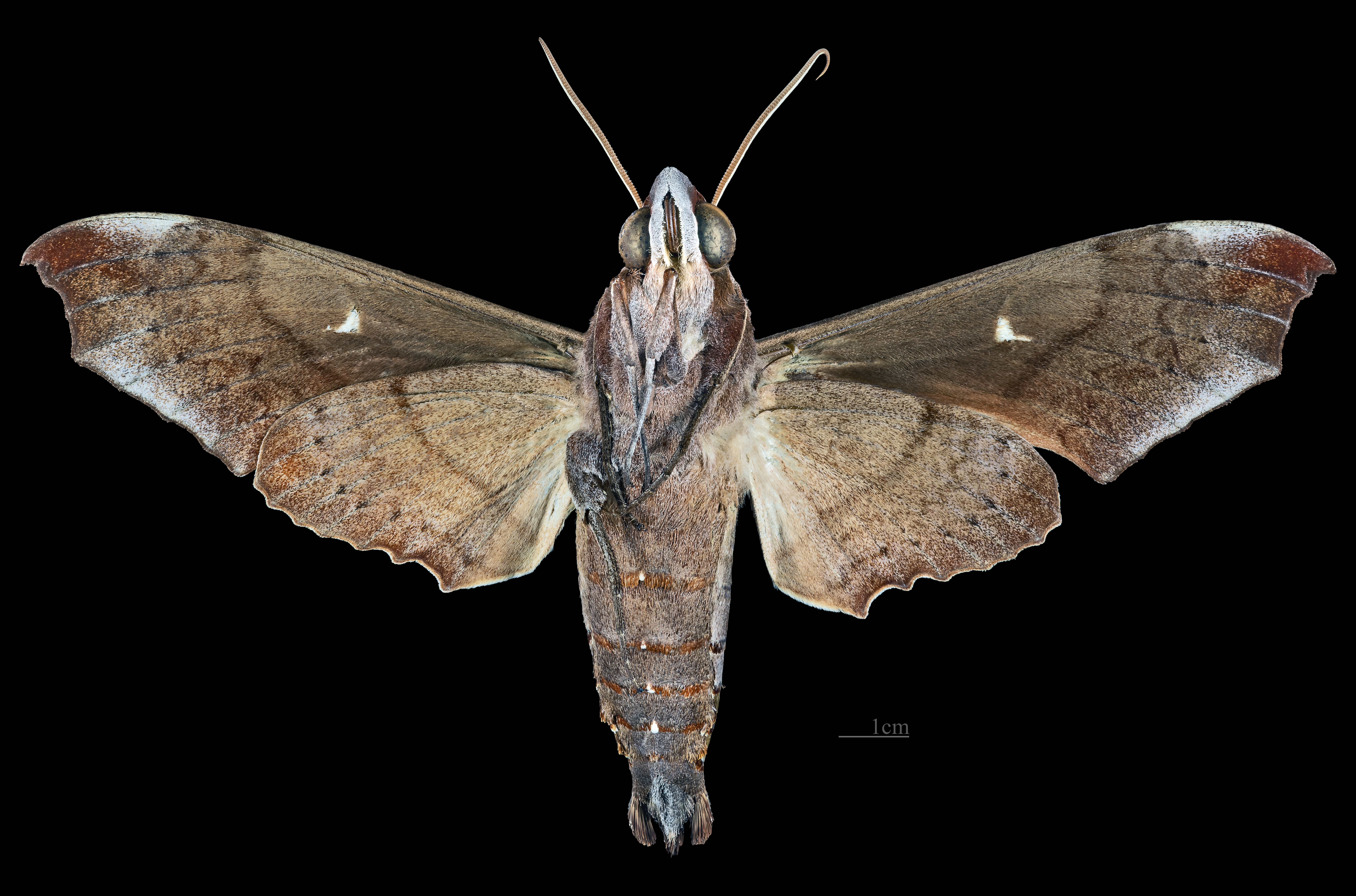
Madoryx plutonius dentatus  ♂   △